# Hilario Ascasubi
Hilario Ascasubi (Fraile Muerto, 14 de enero de 1807 - Buenos Aires, 17 de noviembre de 1875) fue un poeta, escritor, diplomático y político argentino, inscripto en la corriente de la literatura gauchesca.

## Biografía
Fueron sus padres Mariano de los Dolores Ascasubi, pardo libre hijo de Roque Ascasubi y Clara Ascasubi, esclavos y luego pardos libres, y doña Loreta de Elías, hija natural de Jacoba Carranza, pardas libres, todos cordobeses.[cita requerida]
Fue uno de los primeros poetas gauchescos, discípulo del uruguayo Bartolomé Hidalgo. En Salta, entre 1824 y 1825, fue el primer responsable de la Imprenta de la Patria, donde publicó parte de su obra temprana.
Fue un ferviente antirrosista que se unió a la lucha armada en contra de Juan Manuel de Rosas. En una de sus poesías, La refalosa, reproduce la amenaza de un "mazorquero" rosista a un gaucho que es contrario a Rosas, y en ella se comenta cómo esa milicia utilizaba las torturas para lograr, a la fuerza, la adhesión al gobierno rosista.
Pasó unos veinte años residiendo en Montevideo, en 1868 fue enviado con el cargo de diplomático argentino a París por el presidente de la Nación Bartolomé Mitre a reclutar nuevos inmigrantes, contratar trabajadores del agro, entre los cuales llegaron mercenarios para las guerras civiles argentinas. En 1875 murió en Buenos Aires, al poco tiempo de regresar de vivir en Francia.
En su Santos Vega o los  mellizos de la Flor —en cierto modo poema épico de la literatura gauchesca— nos presenta en breves cuadros descriptivos la vida de la pampa y de sus pobladores, fue publicado en París junto a otros volúmenes de poesía en 1872.
En ocasiones publicó sus escritos utilizando como seudónimos los nombres de dos obras suyas: Paulino Lucero y Aniceto el gallo y en otras ocasiones utilizaba Un gaucho cordobés o sus iniciales H.A.

## Obra
- El gaucho Jacinto Cielo (1843)
- Paulino Lucero (1846)
- Santos Vega o los mellizos de la Flor (1851)
- Aniceto el Gallo (1853)
- Obras completas (1872, 3 volúmenes recopilados por el autor)